# Турнефор (Приморские Альпы)
Турнефо́р (фр. Tournefort) — коммуна на юго-востоке Франции в регионе Прованс — Альпы — Лазурный берег, департамент Приморские Альпы, округ Ницца, кантон Ванс. До марта 2015 года коммуна административно входила в состав упразднённого кантона Виллар-сюр-Вар (округ Ницца).
Площадь коммуны — 10,13 км², население — 154 человека (2006) с тенденцией к снижению: 140 человек (2012), плотность населения — 13,8 чел/км².

## Население
Население коммуны в 2011 году составляло — 141 человек, а в 2012 году — 140 человек.
| 1962 | 1968 | 1975 | 1982 | 1990 | 1999 | 2005 | 2006 | 2010 | 2011 | 2012 |
| ---- | ---- | ---- | ---- | ---- | ---- | ---- | ---- | ---- | ---- | ---- |
| 43   | 37   | 46   | 46   | 93   | 143  | 164  | 154  | 138  | 141  | 140  |

Динамика численности населения:

## Экономика
В 2010 году из 94 человек трудоспособного возраста (от 15 до 64 лет) 85 были экономически активными, 9 — неактивными (показатель активности 90,4 %, в 1999 году — 64,3 %). Из 85 активных трудоспособных жителей работали 79 человек (43 мужчины и 36 женщин), 6 числились безработными (4 мужчины и 2 женщины). Среди 9 трудоспособных неактивных граждан учеников либо студентов не было, 5 — были пенсионерами, а ещё 4 — были неактивны в силу других причин.
На протяжении 2010 года в коммуне числилось 51 облагаемое налогом домохозяйство, в котором проживало 120,0 человек. При этом медиана доходов составила 18 тысяч 692 евро на одного налогоплательщика.